# 栗娜
栗娜（1982年3月17日—），黑龙江佳木斯人，中国电视节目主持人，曾为中国中央电视台国际频道主持《今日亚洲》《中国新闻》等节目。曾担任中央电视台驻香港记者站记者。毕业于中国传媒大学播音与主持艺术专业。